# 勞倫斯·斯普靈博格

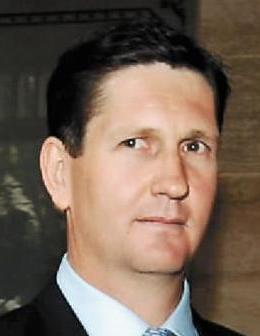

勞倫斯·斯普靈博格（Lawrence Springborg，1968年2月17日—）是澳大利亞的一位政治人物。他於2003至2006年擔任昆士蘭國家黨黨魁，後於國家黨和自由黨合併為昆士蘭自由國家黨後兩度任黨魁（2008年-2009年、2015年-2016年）。兼任過三次昆州反對派領袖的他卻始終無緣勝出州選、出任州長。在1989年昆士蘭州議會選舉中，他成為史上最年輕的昆士蘭州議員。

## 外部連結
- Official Biography
- Liberal-National Party （页面存档备份，存于）